# Jade Bird
Jade Elizabeth Bird (ur. 1 października 1997 w Hexham) – brytyjska piosenkarka i autorka tekstów.

## Życiorys

### Wczesne lata
Pochodzi z rodziny wojskowych. Urodziła się w Hexham, gdzie w danym momencie stacjonowali jej rodzice. W 1999 roku przeniesiono ich do Londynu, a w 2002 roku do bazy w Niemczech. Rodzice Bird rozwiedli się, gdy miała siedem lub osiem lat. Po rozwodzie zamieszkała z matką i babką w Bridgend, w Południowej Walii. 
Od ósmego roku życia uczy się gry na pianinie. W wieku 12 lat zaczęła uczyć się gry na gitarze i pisania tekstów. Już wtedy podjęła decyzję, że w dorosłym życiu zostanie muzykiem. W wieku 14 lat zaczęła grać w pubach i na prywatnych przyjęciach. 
W wieku szesnastu lat przeprowadziła się wraz z matką i ojczymem do Londynu. Jade wstąpiła do BRIT School. W jednym z wywiadów wspomina, że szkoła nauczyła ją solidności. Po ukończeniu szkoły w 2016 roku, nawiązała współpracę z wydawnictwem i rozpoczęła karierę muzyczną.

### Kariera muzyczna
Zadebiutowała w lipcu 2017 roku mini-albumem Something American. W tym samym roku odbyła trasę koncertową po Stanach Zjednoczonych, wspólnie z Brentem Cobbem. W 2019 roku ukaże się jej debiutancki album Jade Bird. 
Podczas festiwalu South by Southwest przyznano jej nagrodę Grulke Prize. W 2017 roku, podczas Reeperbahn Festival otrzymała nagrodę ANCHOR Award.
Udzielała wywiadów w programach takich jak: Later with Jools Holland, The Late Show with Stephen Colbert i The Tonight Show Starring Jimmy Fallon. 
Podczas tras koncertowych towarzyszy jej zespół, składający się z gitarzysty Willa Reesa (członek zespołu Mystery Jets), perkusisty Matta Johnsona i basisty Jesske Hume'a.
Magazyn Rolling Stone nazwał ją nową gwiazdą muzyki country. Określił jej głos jako mocny i surowy.
Wśród swoich inspiracji wymienia muzyków: Alanis Morissette, Patti Smith, Johnny'ego Casha, Boba Dylana, Sony'ego House'a, Chrisa Stapletona, Lorettę Lynn oraz zespoły: The Civil Wars, First Aid Kit, Florence and the Machine, Haim, Alvvays.

## Dyskografia

### Albumy studyjne
- Jade Bird (2019, Glassnote Records)
- Different Kinds of Light (2021)

### Kompilacje
- #AExME Artists American Eagle The Setlist (2019, Universal Music Group)

### EP
- Something American (EP, 2017, Glassnote Records)
- RCA Studio A Sessions (EP, 2021, Glassnote Records)
- Burn The Hard Drive (EP, 2024, Glassnote Records)

### Single
- Lottery (EP, 2018, Glassnote Records)[2]
- Furious (2018)
- Uh Huh (2018)
- Love Has All Been Done Before (2018)
- I Get No Joy (2019)
- My Motto (2019)
- Headstart (2020)
- Houdini (2020)
- Open up the Heavens (2021)
- Different Kinds of Light (2021)
- Now is the Time (2021)
- Burn the Hard Drive (feat. Mura Masa) (2024)